# Вінцентій Вітос
Вінцентій Вітос (пол. Wincenty Witos; 21 січня 1874, Вежхославиці, Австро-Угорщина — 31 жовтня 1945, Краків, Польща) — польський політик, тричі прем'єр-міністр Другої Польської Республіки.

## Ранні роки
Народився в селянській родині Войцеха Вітоса і Катажини. Родина була досить бідною — мали лише 2 морги землі, мешкали в хаті, що складалася з однієї кімнати, яка раніше була стайнею. Деякий час навіть не мали корови. Вінцентій мав двох братів — Яна й Анджея, який став діячем народного руху.
У 10 років пішов до сільської школи, закінчив 4 класи (1884—1888 рр.). Потім разом з батьком працював лісорубом у маєтку князя Євстахія Станіслава Санґушка.
Після початкової школи займався самоосвітою під керівництвом директора місцевої школи Францішека Марца. Згодом почав дописувати до газети «Przyjaciel Ludu» (Приятель народу).
У 1895—1897 роках служив в австрійській армії — спочатку в піхоті, а потім артилерії. Його підрозділи базувалися в Тарнові, Кракові та Кшеславицях.
9 лютого 1898 року одружився з Катажиною Трач. 22 березня 1899 року в них народилася донька Юля.

## Політична кар'єра
Член Польської народної партії з 1895 року, лідер фракції «П'яст» з 1913 року.
В 1905 році став членом повітової ради.
Був послом до Галицького сейму в 1908—1914 рр., депутатом Райхсрату у Відні в 1911—1918 рр.
Вітос також був керівником Польської ліквідаційної комісії (пол. Polska Komisja Likwidacyjna) 1918 р., керівником партії «Польський народний рух П'яст» (Polskie Stronnictwo Ludowe Piast) і депутатом Сейму з 1919—1920 рр.
Три рази обіймав посаду прем'єр-міністра Польщі: в 1920—1921 рр., 1923 р. і 1926 р. Останній уряд Вітоса було повалено під час травневого перевороту Юзефа Пілсудського.
Вітос був одним з лідерів опозиції режиму санації та главою «Центролева» (Centrolew) в 1929—1930 рр. Він також був одним із засновників «Народного руху» (Stronnictwo Ludowe). Незабаром після цього, на короткий час, опинився в ув'язненні, після чого відправився у вигнання до Чехословаччини з 1933 року.
З 1908 до 1931 року постійно був війтом рідного села Вежхославиць.
Повернувся до Польщі в 1939 році. Відмовився очолити колабораційний уряд, тому з 1939 до 1941 року був ув'язнений. Згодом вийшов на свободу і перебував під наглядом гестапо.
Вже бувши хворим, у 1945 році став одним із віце-голів Крайової національної ради (пол. Krajowa Rada Narodowa).
Помер 31 жовтня 1945 року.

## Галерея

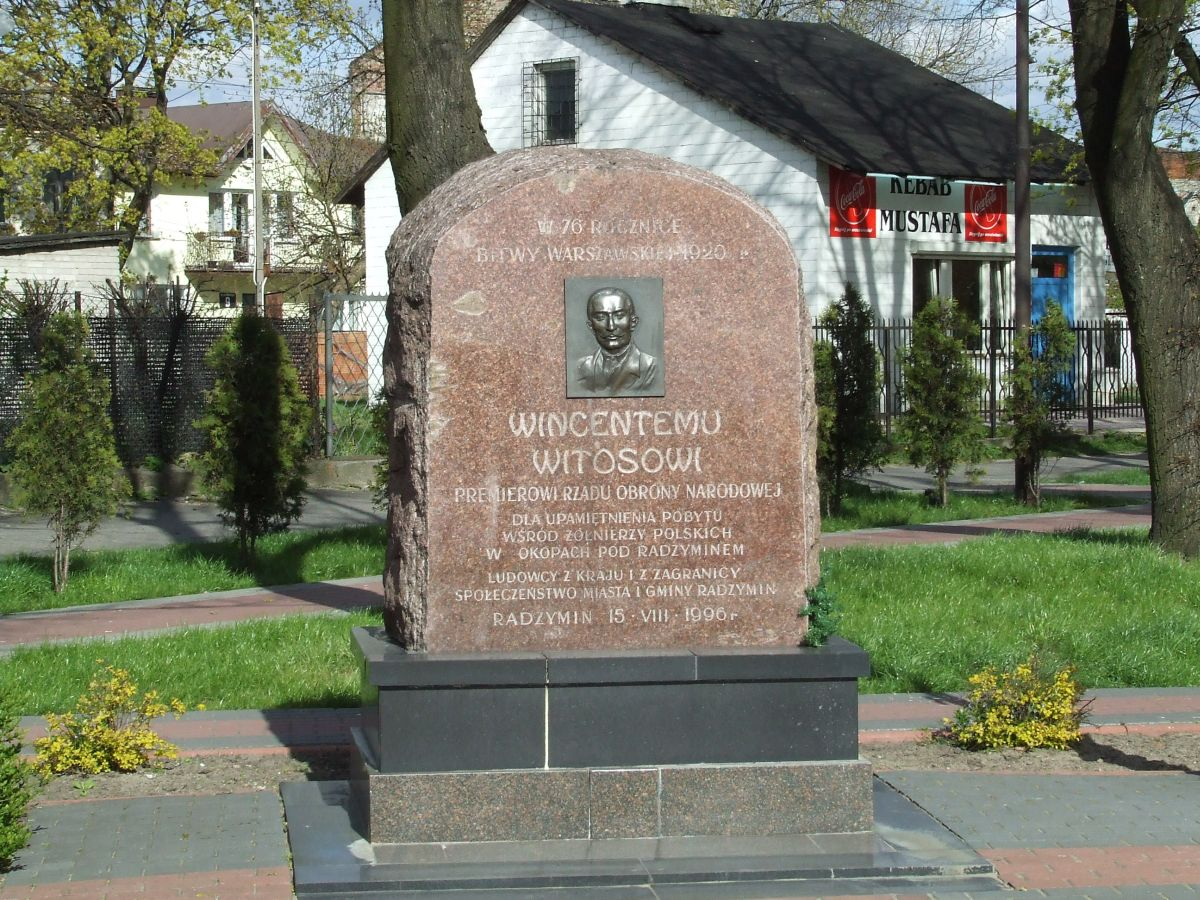
Радзимін, обеліск в пам'ять про відвідини Вітосом лінії фронту у 1920 році
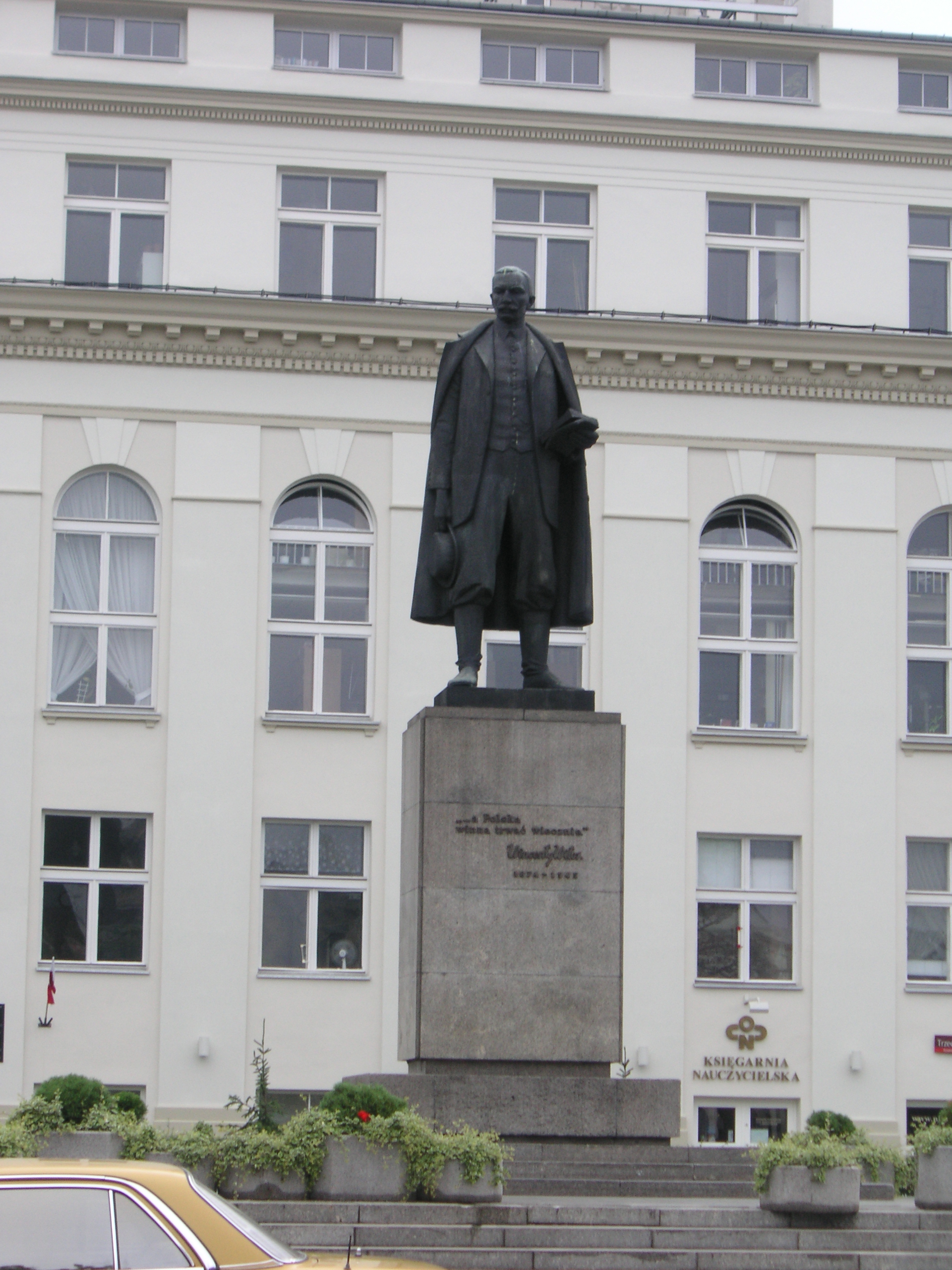
Пам'ятник Вітосу у Варшаві
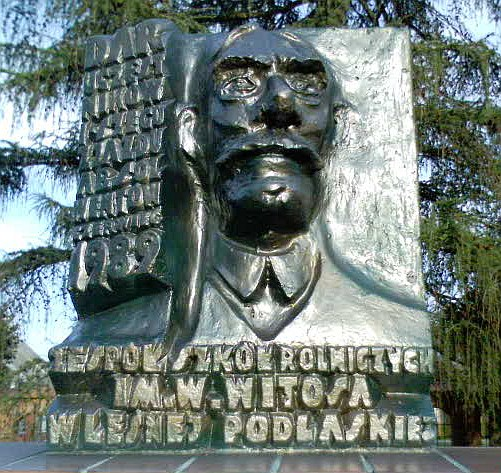
Лєсна Подляска. Пам'ятник Вітосу — патрону Об'єднання сільськогосподарських шкіл